# S. A. Agulhas
S. A. Agulhas es un buque sudafricano de entrenamiento, rompehielos y ex buque de investigación polar. Fue construida por Mitsubishi Heavy Industries en Shimonoseki, Japón, en 1978. SA Agulhas se utilizó para dar servicio a las tres bases de investigación del Programa Antártico Nacional de Sudáfrica, Gough Island, Marion Island en el Océano Austral y SANAE IV en la Antártida, así como varios viajes de investigación.
S. A. Agulhas se retiró del servicio antártico en abril de 2012 cuando el buque de reemplazo, S.A. Agulhas II, recibió el encargo. Fue transferido a la Autoridad de Seguridad Marítima de Sudáfrica como un buque de entrenamiento.

## Historia

### Asesinatos
El 27 de septiembre de 2007, el marinero Edward Hudley fue apuñalado y asesinado mientras S. A. Agulhas estaba cerca de la isla Gough. Dos miembros de la tripulación fueron acusados de asesinato. El buque de protección ambiental Sarah Baartman fue enviado y tomó la custodia de los dos acusados y el cuerpo del difunto el 3 de octubre de 2007. Ambos acusados fueron acusados de asesinato a su llegada a Ciudad del Cabo, pero todos los cargos fueron retirados el 6 de abril de 2009.
En el primer viaje del barco a la Isla Marion, un miembro de la tripulación mató a un miembro de la tripulación, utilizando un hacha. A su llegada a Ciudad del Cabo, el presunto asesino no pudo ser encontrado a bordo del buque. Se especuló que saltó por el costado del barco antes de llegar a Ciudad del Cabo.

## Misión
La misión de S.A. Agulhas incluyó visitas regulares a la base de Sudáfrica en la Antártida y estaciones de investigación en Gough Island y Marion Island

## Retiro de las misiones polares
S. A. Agulhas se retiró de las misiones de suministro polar en marzo de 2012, cuando llegó su reemplazo, S. A. Agulhas II. La Subdivisión de Océanos y Costas del Departamento de Asuntos Ambientales anunció en 2011 que varias otras agencias gubernamentales habían solicitado la transferencia del buque, señalando que, a diferencia del nuevo buque, el primero no estaba diseñado para llevar a cabo investigaciones científicas, sino simplemente rompehielos y que la capacidad para realizar investigaciones científicas había sido agregado más tarde. También se informó que el buque podría estar asegurado por otros dos años.